# Фивельго
Фивельго (др.-фриз. Fivelgo, з.-фриз. Fivelgoa) — регион в провинции Гронинген, Нидерланды.
Ранее назывался Фивельгау (Fivelgau) одна из бывших фрисландских областей (Гау (Gau)), на начало XX столетия находилась в восточной части нидерландской провинции Гронинген. Западной границей региона был Марвлит, восточная граница примерно соответствовала восточной границе общины Мидден-Гронинген. Фивельго был одним из Оммеландов. Он граничил с Ваттовым морем на севере, с Хунсиго на западе, Олдамбтом и эстуарием Эмса на востоке и Горехтом на юге. В состав региона входят части нынешних общин Эмсдельта, Мидден-Гронинген, Гронинген и Хет-Хогеланд.

## Общие сведения
Название Фивельго означает гау на реке Фивел, бывшей реке в регионе. Фивельго был вторым членом Союза Оммеландов. Традиционно самым важным населённым пунктом в этом регионе был Аппингедам.
Фивельго примечателен водными объектами, замками и месторождением природного газа в Слохтерене. Морской порт Делфзейл и средневековый город Аппингедам также придают этой местности свой колорит.

## История
Как и Хунсиго, Фивельго изначально был фризским регионом. Это был один из квартиров Оммеландов.
Гау состояло из двух или трёх районов, которые совпадали с наиболее крупными поселениями или центральными приходами:
- Вестерамбт (главный город Лопперсюм)
- Остерамбт (главный город Аппингедам)

Из них Лопперсюм был, вероятно, самым старым. Предполагается, что Олдамбт первоначально был одним из районов, но в течение XII века он стал независимым регионом.
В XV веке в местах добычи торфа были созданы два новых района:
- Дюрсволд (главный город Слохтерен)
- Вирендел (главный город Тен-Бур)

Обычно разные районы Фивельго решали общие дела, собираясь в Аппингедаме.
В Средние века Аппингедам был самым важным городом в Фивельго и Оммеландах. Первоначально Гаррелсвер был главным городом, о чём свидетельствует устав 1057 года. Гаррелсвер, вероятно, потерял своё положение из-за заиливания реки Фивел. Аппингедам также не смог в долгосрочной перспективе противостоять растущему влиянию города Гронинген в Оммеландах. Позже было возвышение Делфзейла с его портом. Тем не менее Аппингедам оставался главным городом Фивельго.
Из-за сильных экономических позиций и выгодного расположения у моря с реками, которые впадали в Эмс и Северное море, Фивельго был выгодным районом для чеканщиков монет, чтобы продавать свою продукцию. Монеты чеканились как в раннем, так и в позднем Средневековье, например, Годфридом II Бородатым в Меруме, вероятно, Экбертом II в Гаррелсвере и Йемгуме, хофтлингами (MONETA FIVLGOIE) в XIV веке и Гронингеном и Оммеландами в 1579—1580 годах в Аппингедаме.
Свод законов Fivelgoaër Rjocht, изложенных на древнефризском языке, составляют важную часть сохранившихся древнефризских текстов.